# Loir épineux
Platacanthomys lasiurus
Genre
Espèce
Statut de conservation UICN

 VU B2ab(ii,iii) : Vulnérable
Répartition géographique
Le Loir épineux, (Platacanthomys lasiurus) est une espèce de rongeurs de la famille des Platacanthomyidae endémique des Ghâts occidentaux en Inde. C'est la seule espèce du genre Platacanthomys.